# Adjudicação
Adjudicação é o ato judicial mediante o qual se declara e se estabelece que a propriedade de uma coisa (bem móvel ou bem imóvel) se transfere de seu primitivo dono (transmitente) para o credor (adquirente), que então assume sobre ela todos os direitos de domínio e posse inerentes a toda e qualquer alienação. A Ação Adjudicatória é aquela por meio da qual adjudica-se, atribui-se compulsoriamente a propriedade imóvel a alguém, por força de decisão judicial.
Também pode ser usado para descrever a última fase do processo de licitação, na seara administrativa, que nada mais é do que o ato que dá a expectativa de direito ao vencedor da licitação, ficando o Estado obrigado a contratar exclusivamente com aquele. O Estado poderá não firmar o contrato administrativo, porém, se o fizer, terá de ser com o licitado.

## Adjudicação no Processo Civil Brasileiro
Sendo executável uma decisão judicial condenatória (execução por quantia certa contra devedor solvente), e o devedor não pagar espontaneamente, haverá a penhora de bens suficientes para o cumprimento da obrigação. Tais bens penhorados serão submetidos à avaliação, para serem alienados em hasta pública (praça ou leilão público).
A adjudicação de bens imóveis penhorados, consistia no direito do credor de adquirir o bem levado à hasta pública quando não houvesse licitantes (redação do artigo 714 do antigo CPC), sendo revogado pelo artigo 685-A, da Lei 11.382 de 6 de Dezembro de 2006, que passou a prever a possibilidade do credor de imediato requerer o instituto antes da designação em praça, sendo bem imóvel ou não.
Atualmente, a adjudicação encontra previsão no artigo 876, da Lei nº 13.105, de 16 de Março de 2015 (CPC novo) que dispõe o mesmo que o caput do artigo 685-A revogado, mas com diferenças em seus incisos e parágrafos, caput: "Artigo 876.  É lícito ao exequente, oferecendo preço não inferior ao da avaliação, requerer que lhe sejam adjudicados os bens penhorados."
A adjudicação, portanto, é também uma forma direta de satisfação do credor (diferentemente das formas indiretas, sendo estas meios de coerção que conduzem o devedor a quitar a dívida), guardando semelhança nesse ponto com a dação em pagamento.  Através da Adjudicação, o próprio credor adquire o bem penhorado.

## Quem pode requerer a adjudicação de bem do devedor
1. o exequente (credor)
2. o credor com garantia real
3. os credores concorrentes que hajam penhorado o mesmo bem
4. o cônjuge, os ascendentes e os descendentes do executado
5. promitente comprador

## Formalização da Adjudicação
A adjudicação considera-se perfeita e acabada com a lavratura e assinatura do auto pelo juiz, pelo adjudicatário, pelo escrivão e, se for presente, pelo executado, expedindo-se a respectiva carta, se bem imóvel, ou mandado de entrega ao adjudicante, se bem móvel (Parágrafo 1º, do artigo 877, do Código de Processo Civil).
Assim sendo, no caso de bem imóvel, expedir-se-á carta de adjudicação, contendo a descrição do imóvel (com remissão à sua matrícula e registros), a cópia do auto de adjudicação e a prova de quitação do ITBI - Imposto sobre a transmissão de bens imóveis. A matrícula é parte do livro do competente Registro de Imóveis onde se encontra todo o histórico do imóvel, composto por registros e averbações. Se no caso de compra e venda voluntária, lavra-se uma escritura que deve ser registrada no Registro de Imóveis para a aquisição da propriedade, na adjudicação lavra-se a Carta de Adjudicação que equivaleria a uma escritura, sendo também registrada no Registro de Imóveis competente.

## Adjudicação em face de Construtoras
É comum que, mesmo após quitado o imóvel, construtoras neguem-se a outorgar a escritura definitiva, sob argumento de que o imóvel está hipotecado ou em alienação fiduciária para o banco que financiou a construção do empreendimento. Nesse caso, também é possível ajuizar Ação Adjudicatória contra a construtora, pois a dívida entre a incorporadora e o banco que financiou a obra não é oponível ao promitente comprador (consumidor).

## Adjudicação em Inventário (Código Antigo)
No caso de inventário judicial, decorrente do falecimento de pessoa que deixou bens, haverá ao final a partilha desses bens, no caso de vários herdeiros, ou haverá adjudicação dos bens ao único herdeiro, na forma do artigo 1.031 §§ 1º e 2º do Código de Processo Civil ANTIGO. 
Nesse caso, também é expedida Carta de Adjudicação a esse herdeiro (no caso de vários herdeiros, é expedido formal de partilha).